# Těšínské nářečí

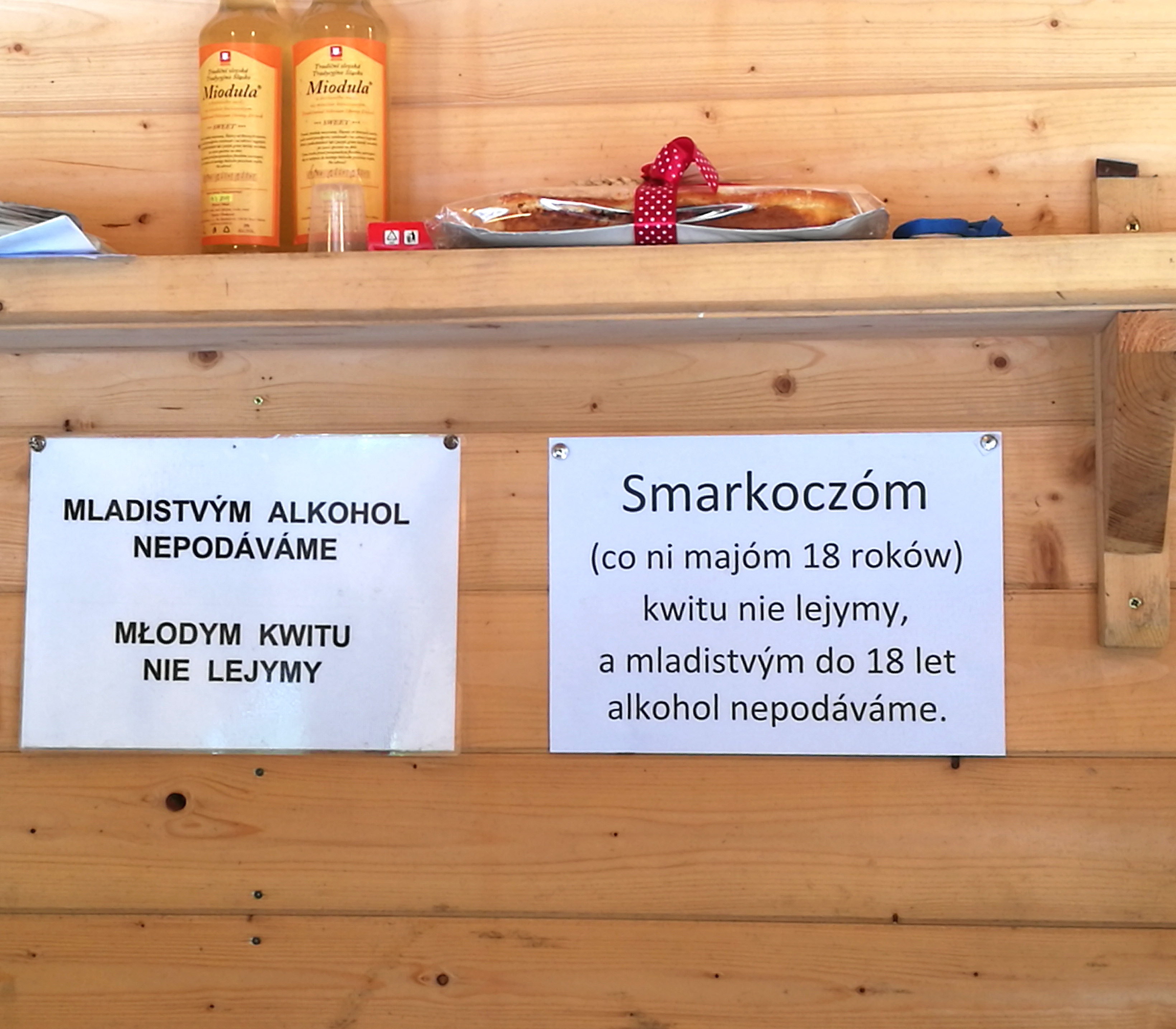
Dvojjazyčný nápis v češtině a těšínském nářečí v Jablunkově

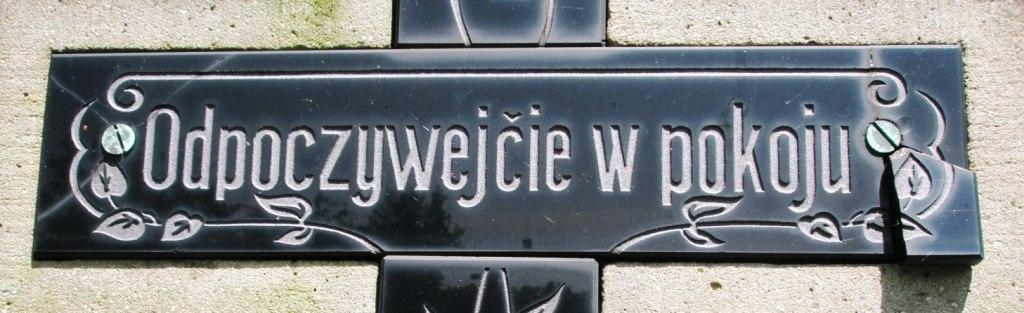
Inskripce v těšínském nářečí na hřbitově ve Stříteži.

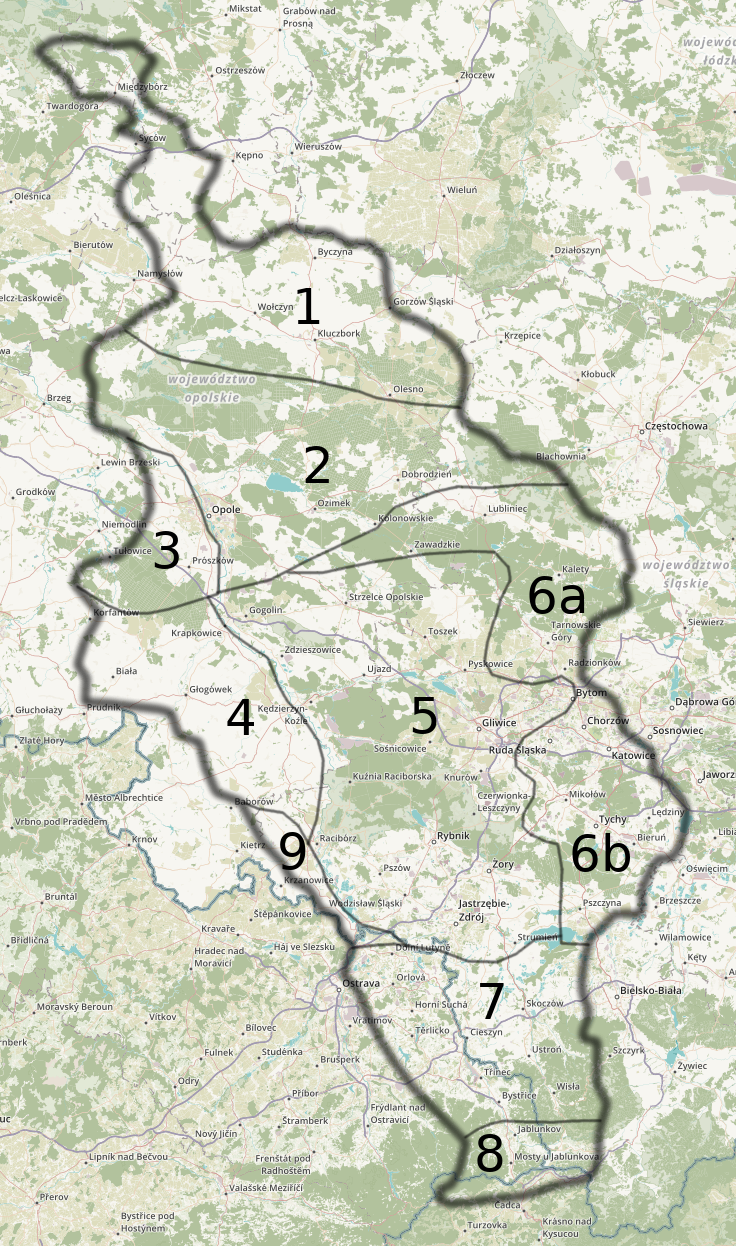
Slezská nářečí podle Alfreda Zaręby:
7. Těšínské nářečí
8. Jablunkovské nářečí
9. Nářečí slezsko-lašského pomezí

Těšínské nářečí (polsky gwara cieszyńska, místně cieszyńsko rzecz) je nejednoznačný jazykovědný termín, který může být chápán jako:
1. jedno z tradičních slezských nářečí lechického typu historicky rozšířené na většině území Těšínska s výjimkou lašsky mluvícího Frýdecka a bílsko-bělského německého jazykového ostrova; v populární klasifikaci Alfreda Zaręby se k němu neřadí Jablunkovsko vyčleněné jako samostatná nářeční oblast a Bohumín, jehož mluva patří již k odlišné skupině slezsko-lašského pomezí;[2] naopak klasifikace Stanisława Bąka uvádí jednu nářeční skupinu zahrnující celé Těšínsko, která se dále dělí na nářečí západotěšínská a severovýchodotěšínská;[3]
2. jedna ze tří základních variet moderní slezštiny – západoslovanského jazyka, jehož kodifikace a elaborace probíhá ve 21. století – vedle severozápadní (opolské) a centrální (v katovické a rybnické konurbaci a přilehlých oblastech tzv. průmyslového Horního Slezska);[4][5][6]
3. zjednodušené označení nářečí české části Těšínska v české dialektologii nazývaných skupinou slezskopolskou, západotěšínskou, přechodovými nářečími slezsko-polskými či nářečími polsko-českého smíšeného pruhu v rámci slezské nářeční skupiny,[7][8] a to v jejich tradiční a moderní podobě; moderní podobou se rozumí smíšený jazyk kombinující slezské, české, polské a slovenské prvky, který se v druhé polovině 20. století stal interdialektem významné části obyvatel českého Těšínska a samotnými uživateli je nejčastěji označován jako ponašymu / po naszymu;[9]

## Charakteristika tradičního nářečí

### Srovnání s češtinou a polštinou
Těšínské nářečí je řečí západoslovanskou s převahou fonologických a gramatických vlastností typických pro lechické jazyky a většina polských jazykovědců jej považuje za dialekt polštiny. Vykazuje rovněž jisté společné rysy s češtinou či slovenštinou a ve 20. století byly pokusy jej zařadit do českého národního jazyka coby „východolašské nářečí“. V souvislosti s probíhající elaborací slezštiny jakožto svébytného jazyka s vlastní spisovnou podobou může být považováno i za jeden z jejích dialektů.
Mezi typicky polské fonologické a gramatické vlastnosti těšínského a dalších slezských nářečí patří:
- metateze likvid typu TroT / TloT: krova, płovy (srov. kráva, plavý)
- absence slabikotvorných souhlásek: vyrba, štvorty, vilk (srov. vrba, čtvrtý, vlk)
- palatalizace (změkčení) labiálních souhlásek před předními samohláskami: pjes (srov. pes)
- přehláska ě > a : vjara, mjasto (srov. víra, město)
- zachování praslovanského g : godny, noga (srov. hodný, noha)
- asibilace, tj. přidávání sykavkového šumu k palatalizovaným alveolárám ť, ď : ćicho, dźedźina (srov. ticho, dědina)
- zachování rozdílu mezi tvrdým y ([ɨ] nebo [ɘ]) a měkkým i ([i])
- přízvuk na předposlední slabice
- absence dlouhých samohlásek

Společné s češtinou a rozdílné od polštiny má těšínské nářečí:
- zachování výslovnostního rozdílu mezi znělým h ([ɦ]) a neznělým ch ([x]) (v polštině a většině slezských nářečí se jedná o alofony, ve většině pozic se vyslovuje [x])
- přítomnost hlásky ř ([r̝]) a měkkého spojení -ři- (v polštině splynulo se ž/š a srov. tvrdou výslovnost trzy, przyszła, na Těšínsku: tři a přišła; v ostatních slezských nářečích ř také splynulo se ž/š, ale spojení -ři- (-ži-/-ši-) se vyslovuje měkce)
- zachování praslovanského iniciálního reflexu jъ : jegła (srov. české jehla a polské igła)
- tautosylabické -ej- ve slovesných tvarech: dej, vołej (srov. polské daj, wołaj)
- aoristní koncovka kondicionálu: bych

Společnými rysy polštiny, slovenštiny, slezských nářečí včetně těšínského a východomoravských nářečí jsou:
- absence přehlásky a > e, u > i : ulica, luto (srov. ulice, líto)
- přítomnost hlásky dz ([d͡z])
- zachování souhláskové skupiny šč: ščuka (srov. štika)

Typicky slezskými a těšínskými charakteristikami, které se nevyskytují v sousedních jazycích, jsou:
- „pochýlení“ dlouhých samohlásek á > o, é > i/y, ó > ů (vyslovuje se jako úzké [o]  nebo kolísá až k [u]) a navazující „pochýlení“ o > ů, e > y před nazálními souhláskami: jo mům (srov. české já mám, polské ja mam), tyn zůmek stoł (srov. české ten zámek stál, polské ten zamek stał), dovo bjołego kůňa (srov. české dává bílého koně, polské daje białego konia)
- protetické u̯ [w]  u základů slov začínajících o- : u̯ostuda, u̯ostatňi [ale srovnej: středočeské obecné vostuda, vostatňí],
- aoristní koncovka -ch v minulem čase, který může mít několik synonymických tvarů: był žech, byłech, joch był

V oblasti slovní zásoby jsou české vlivy mnohem patrnější, objevují se též vlivy německé. Existuje celá řada výrazů doložených na Těšínsku již před staletími, které neexistují ve spisovné polštině ani polských dialektech mimo Slezsko, ale korespondují s českým, moravským a slovenským lexikem, například: błecha (blecha, polsky pchła), cesta (polsky droga), dokořůnd (dokořán, polsky na oścież), faroř (farář, polsky proboszcz), kjołzdać (klouzat, polsky ślizgać się), pořůnd (pořád, polsky wciąż), spatki (zpátky, polsky z powrotem), strům (strom, polsky drzewo). Charakteristickými germanismy jsou například: ganc (úplně), luft (vzduch), na zicher (určitě), verk (průmyslový závod).
V těšínském nářečí (a slezštině obecně) se vyskytují některé syntaktické konstrukce běžné v češtině a němčině, ale neznámé v polském jazyce: rod chodzym do kina, mům će rod (srov. české rád chodím do kina, mám tě rád a německé ich gehe gern ins Kino, ich habe dich lieb oproti polskému lubię chodzić do kina, lubię cię), vidźołech go přichodźić (srov. české viděl jsem ho přicházet a německé ich habe ihn kommen gesehen oproti polskému widziałem jak przychodził), přivlastňovací přídavná jména typu Alojzův dům vedle tvaru dům u̯od Alojza napodobujícího německé das Haus von Alois.[zdroj⁠?!] Oproti v Polsku rozšířenému oslovování ve třetí osobě pomocí slova pan/pani používá těšínské nářečí vykání a pro vyjádření úcty ke starším či nadřízeným též onikání.

### Příbuzné dialekty

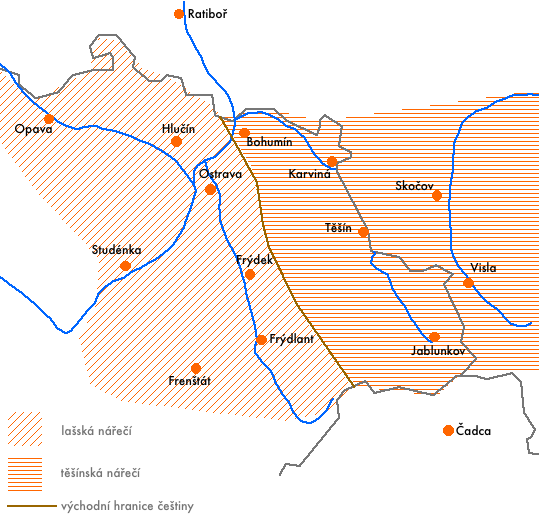
Hranice mezi nářečími lašského (slezskomoravského) a těšínského (slezskopolského) typu

Těšínské nářečí tvoří dialektové kontinuum s lašskýmí neboli slezskomoravskými nářečími. Hranicí mezi nimi vyznačují následující izoglosy: g x h (noga x noha),  TroT/TloT x TraT/TlaT (krova x krava) a částečná x úplná denazalizace nazálních samohlásek (rynka x ruka). Tato hranice vede hřebenem Moravskoslezských Beskyd východně od údolí Morávky, potom kopíruje zhruba tok Lučiny až do dnešního Havířova a na severu obchází z východu dnešní městské části Ostravy, přičemž v mluvě obcí ležících přímo na ní jako Petřvald či Dolní Tošanovice se vedle sebe mohou vyskytovat obojí formy.
Pro odlišení od malopolských nářečí na východě (hranice je v zásadě shodná s hranicí Těšínska) jsou důležité dva jevy: absence mazuření (žaba x zaba) a výslovnost -ch na konci slov jako [x] a nikoli [k] (byłech x byłek). 
Mnoho společných rysů s jazykem Těšínska vykazují goralská nářečí ve slovenském pohraničí (Čierne, Oščadnica, Skalité, Svrčinovec), zde je nejvýznamnější izoglosou ř x r (křivy x krivy).

### Členění
Existuje několik konceptů vnitřního členění těšínského nářečí. Nejmarkantnější jsou rozdíly u kontinuant nazálních samohlásek při skloňování a časování. Věta Vidím tu starou babu bude znít:
- v Bohumíně: vidza ta staro baba
- v Těšíně, Karviné a dalších oblastech středního Těšínska: vidzym te/tům starům babe
- na Jablunkovsku: vidzym tům starům babym

Forma vidza ta staro baba je typická i pro centrální „pruskou“ část Horního Slezska, proto Bohumín bývá oddělován od zbytku Těšínska a například v Zarębově klasifikaci je řazen k oblasti nářečí slezsko-lašského pomezí. Má to historické odůvodnění v tom, že bohumínské panství nepatřilo k Těšínskému knížectví a do rozdělení Slezska v roce 1742 bylo politicky a kulturně spjato s Ratibořskem.
Jablunkovsko se vyznačuje rovněž odlišnou výslovností sykavek. Ve zbytku Těšínska existují stejně jako v polštině tři řady sykavek a polosykavek: předodásňové c ([t͡s]), dz ([d͡z]), s ([s]), z ([z]); zadodásňové měkké ć ([t͡ɕ]), dź ([d͡ʑ]), ś ([ɕ]), ź ([ʑ]); zadodásňové tvrdé č / cz ([t͡ʂ]), dž / dż ([d͡ʐ]), š / sz ([ʂ]), ž / ż ([ʐ]). Na Jablunkovsku dvě zadodásňové řady splynuly do jedné, která odpovídá standardní české výslovnosti č, dž, š, ž, tedy: [t͡ʃ], [d͡ʒ], [ʃ], [ʒ]. Mnozí jazykovědci v čele s Alfredem Zarębou vyčleňují jablunkovské nářečí jako zcela samostatné. I v obecném povědomí místních obyvatel je „po gorolsku“ (odvozeno od sebeoznačení Gorole – horalé) jiným druhem nářečí než se mluví ve zbytku regionu. Kromě uvedených rozdílů ve výslovnosti a skloňování patří mezi typické znaky jablunkovského nářečí koncovka některých přídavných jmen středního rodu na -o: słůňco, serco (místo słůňce, serce; srov. slunce, srdce) a také horalská slovní zásoba související s valašskou kolonizací (bača, bryndza, kolyba apod.).
Podle Adolfa Kellnera lze nářečí českého Těšínska rozdělit na čtyři typy:
- bohumínský
- jablunkovský
- českotěšínský
- karvinský

Rozdíly mezi typem českotěšínským a karvinským jsou ve výslovnosti hlásky ł ([ɫ] na Karvinsku, [w] na Českotěšínsku), ve spodobě znělosti (karvinské svůj x českotěšínské sfůj), ve tvarech příčestí minulého (karvinské šoł, ňůśli x českotěšínské šeł, ňyśli; srov. šel, nesli) či ve formě slovesa budu (karvinské bydym x českotěšínské bedym).

### Příklady
Autoři píšící v těšínském nářečí nejčastěji používají způsob zápisu založený na polském pravopisu: se spřežkami CZ (č), DZ, DŻ (dž), SZ (š), RZ (ř), písmeny Ż (ž) a Ł (pro etymologické ł a pro protetické u̯o-, výslovnost zpravidla [w]), označováním hlásek [t͡ɕ], [d͡ʑ], [ɲ], [ɕ] a [ʑ] pomocí Ć, DŹ, Ń, Ś, Ź před souhláskami a na konci slov a pomocí CI, DZI, NI, SI, ZI před samohláskami. Pro úzké [o] nebo [u] pocházející z dlouhého ó se používá písmeno Ó. Řidčeji se lze setkat se zápisem založeným na českém pravopisu nebo využitím jednoho ze dvou standardizovaných celoslezských pravopisů: „Steuerova“ nebo „slabikářového“.

#### Malý princ
Malý princ (Mały ksiónże) v překladu Tomasze Sochackého z Malých Kunčic, začátek první kapitoly:
Kiej mi było sześć, uwidziołech ros szumny obrozek w ksiónżce, kiero była o starucnej puszczy. Napisane na nij było na wyrchu: „Prowdziwe Historyje”. Był na nim god, boa, kiery połykoł agresywnego zwiyrza. A to je kopija obrozka: W ksiónżce było tak napisane: Gody boa połykajóm całe zwierzynta, kiere chycóm. Potym sie nie poradzóm gibać a spióm sześć miesiyncy, pokiel nie strawióm tego co chyciły. Jak żech sie uż podziwoł na tym obrozek, toch kupa myśloł o żywobyciu w tej dżungli. Tak fest żech myśloł, żech wzión kredke a podarziło sie mi srobić mój piyrszy obrozek. Obrozek nómero jedyn. Wyglóndoł tak: [] Pokozołech go starym a spytołech sie ich czy sie go bojóm – Czymu kłobuk miołby być straszny – trómfowali starzi. Na moim obrozku nie było kłobuka. To był god boa, kiery trowił słónia. Potym żech narysowoł przekrotego goda, coby starzi poradzili se to wszymnóć. Im dycki trzeja wszystko wykłodać. Mój obrozek nómero dwa wyglóndoł tak: [] Starzi mi poradzili cobych przestoł rysować gody zawrzite a odewrzite a cobych raczy poczytoł geografije, historyje, arytmetyke a gramatyke. Tóż jak mi było sześć, ciepłech przeszumnóm karyjere malyrza. Było to skyrs tego, że obrozki nómero jedyn a dwa sie mi nie podarziły. Starzi nigdy nie poradzóm se sami wszymnóć. A dziecka tropi kiej muszóm jim fórt wykłodać. Musiołech se wybrać inkszy fach: zustołech pilotym. Lotołech po całym świecie, a muszym uznać, że dobrze, żech znoł geografie, bo sie mi przidała. Poradziłech ros sie podziwać a uż żech wiedzioł, że Chiny a Arizóna to je cosik inkszego. To je dobre wiedzieć, gor jak sie zabłóndzi w nocy. Fach pilota doł mi spusob, żech natrefił na kupe słusznych ludzi. Godnie czasu żech był ze starymi. Dziwołech sie na nich s bliska.

#### Fejeton vGazetě Codzienné
Fejeton Szpatny czas Fryderyka Drale z Těšína z pravidelné rubriky Co tydziyń po naszymu na regionálním zpravodajském webu GazetaCodzienna.pl:
Dzisio bydzie kapke ło rajzowaniu po Cieszynie, bo w taki szpatny czas kiery nas łostatnio nawszczywio, to lepszyj je se siednóć do żołtego autobusa i jechać ś nim ku miastu. Ni ma to taki leki dlo wszeckich tusteloków, bo starzicy i starki, kierzi eszcze ni majóm siedymdziesiónt roków, nikaj nie poradzóm kupić se bileta na takóm rajzem. Szofer kiery siedzi w autobusie za wolantym, mo zakozane przedować bilety i tymu dlo niekierych je to ostuda. Jesi gdo eszcze mo dóma jakisi stary bilet łod łóńskigo roku, to i tak ni może go nikaj wrazić, coby go skasować. Młodziocy dycki poradzóm se jakosi s tóm nowóm technologijóm i nie robi im to żodnej ostudy zapłacić w autobusie plastikym. Kapke to trwo, bo coby zapłacić za taki bilet to trzeja nejprzód na tej kiśniczce poprziciskać na rozmajte łokiynka, a ni ma to taki ańfachowe. Bo przedstowcie se, że nejprzód trzeja sie prziznać czy sie je szkolnikym, abo czy sie je uż na pyndzyji, a na kóniec eszcze wiela sie tych biletów chce se kupić. Ale coby na to wszecko prziś, to trzeja nejprzód mieć kónto w banku, łod kierego dostanymy tyn plastik do kupowanio rozmajtych wiecy. Idzie se też na banhofie kupić ekstra taki plastik, kiery dowo nóm powolyni na taki rajzowani po całym Cieszynie. Je s tym jednakowóż kapke ostudy, bo dycki przi wlazowaniu i wylazowani s autobusa muszymy tyn plastik lekuśko przirazić do tej żółtej kiśnicki, kieróm idzie nónś w postrzodku autobusa. A ostuda je s tym tako, że dwa razy trzeja szybrzikować we swoji taszce, coby mieć tyn plastik dycki gorści. Rozchodzi sie ło to, że jak kierysi przepómni przii wylazowani eszcze roz tyn pastik do tej kiśniczki prziciś to łóna zeżere nóm moc naszych piniyndzy.

#### Báseň Wandy Miderové
Báseň Pyndziałkowy śmiergust Wandy Miderové z Ustroně:
Już karwacze chłapcy pletóm

Idzie ku śmierguście

Oj – dostanie sie nie jednej

Hance, Jewce, Zuzce

Góniom chłapcy za dziołchami

Wodóm polywajóm

Co szworniejsze, po nożyskach

Karwaczym głoskajóm

Słychać śmiychy, piski, wrzaski

Pośród wiesiołości

Kiesi – moc nie trzeja było

Do wielki radości

## Sociolingvistická situace

### Dějiny do roku 1920
Počátky písemnictví na Těšínsku sahají do 13. století. Těšínské knížectví vzniklo v roce 1290 vydělením z Ratibořska a od začátku se nacházelo v české sféře vlivů, což zpečetil lenní slib Kazimíra I. Janovi Lucemburskému roku 1327. Bulou Karla IV. ze 7. dubna 1348 bylo spolu s celým Slezskem začleněno do Koruny Království českého. Nejstarší dokumenty byly psány latinsky, v druhé polovině 14. století ji začala nahrazovat němčina a od 15. století čeština. 

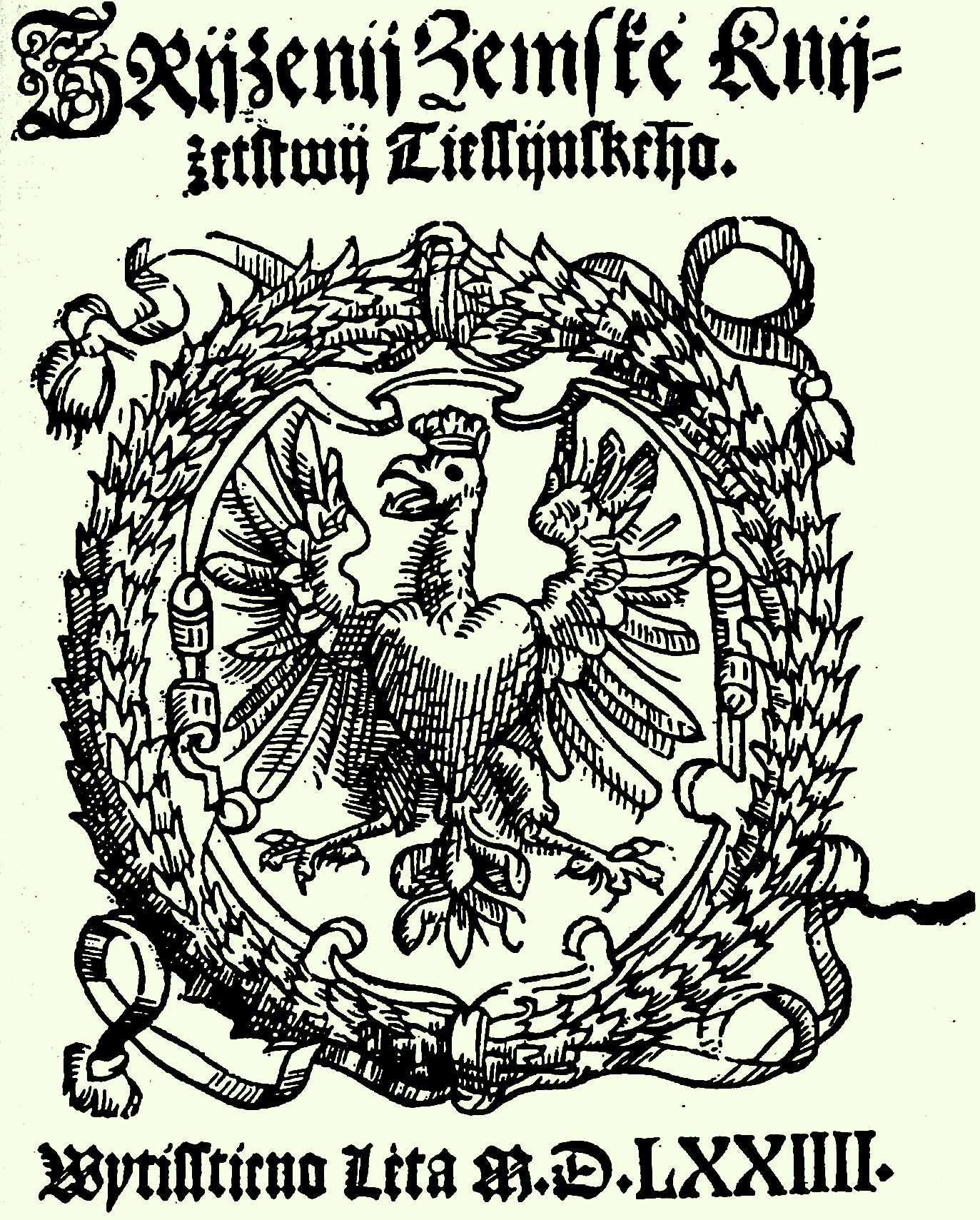
Titulní strana prvního vydání Zemského zřízení Těšínského knížectví

Nejstarší česky psaná listina pochází z roku 1434. Do konce 15. století češtinu postupně zavedla ve svých úřadech všechna města Těšínského Slezska, v letech 1475–1560 se česky úřadovalo dokonce i v převážně německém Bílsku. Zemské zřízení Těšínského knížectví vyhlášené 24. června 1573 Václavem III. Adamem vzniklo česky a ustanovovalo češtinu jediným úředním jazykem země. Zároveň běžnou mluvou většinového obyvatelstva (s výjimkou lašského Frýdecka) zůstával dialekt lechického typu. Jeho původnost dokazují například toponyma zapsaná v latinských dokumentech, ve kterých se objevují nazální samohlásky typické pro lechické jazyky nebo g, jež ne prošlo změnou v h. V článku osmnáctém Zemského zřízení čteme: Před soudem česky aneb tomu jazyku podobnou řečí a ne jináče ode všech cizích i domácích mluveno a pře vedeny býti mají. „Tomu [českému] jazyku podobnou řečí“ se zcela jistě rozumí místní dialekt – srozumitelný pro mluvčí staré češtiny bez větších potíží, ale přitom se od ní markantně odlišující.
Raně novověká těšínská kancelářská čeština vykazuje mnoho lokálních zvláštností a zjevných nářečních interferencí. V textech se objevují:
- tvary bez české přehlásky a > e: baran, od pola, rzetaz
- u místo au: smluwa, kupyl
- o místo uo či ů v dativu množného čísla: domom, dietom
- tvary bez slabikotvorného r a l: hernecz, welna
- atypické měkčení souhlásek: do Strumienia, przedkowie, dziedzinie
- odlišný způsob denazalizace: trombe, beczke (srov. trúbu, beczku)
- „pochýlení“ dlouhých samohlásek: ſklorz, zahun
- chyby v označování délky samohlásek – někde se čárka objevuje navíc na předposlední (v nářečí přízvučné) slabice, jinde chybí: dalékych, zwěſtowátel x przikladu, žádam

V 18. století se na Těšínsku začíná používat též polština, především v knihách s náboženskou či poradenskou tematikou, ojediněle v úředních textech. Za první polskou knihu se považuje Wierność Bogu y cesarzowi czasu powietrza Morowego, należąca á pokazána przez Jána Muthmána sługę Ewanieley przi kościele Jezusowym przed Cieszynem vydaná v roce 1716. I v polskojazyčných publikacích se ve skutečnosti objevuje řada nářečních prvků, například v knize Prawdziwa Jedźina do Nieba z Pisma Swientego dokazana Droga napsané skupinou katolických kněžích z Těšína, Jablunkova a Ratiboře v roce 1761: Oto ći śie podaje Kśionszka nowo / która jakkolwiek stare Rzeczy w sobie zawiera / przece noworzeczona, že twojemu Jenzykowi / a mowie w Druku przyspusobiona po pierwsze na Swiatło wychodźy / aby tym milsza / y každemu przyjemniejsza była czym snadniejsza bendźie do wyrozumienia. Kiedy te z uwogom przeczytasz ! to przyznasz / že ona Bogu Najwyžszemu jedźinie na Chwałe wienkszom / a tobie k Požytku Duchownemu cyluje / bo cego byś potrzebował do Zbawienia / we wszystkim tobie pragnie wygodźić.
Tereziánské reformy zvýšily význam němčiny, která se opět stala úředním jazykem knížectví a také hlavním vyučovacím jazykem městských škol. Nicméně na venkově se pořád vyučovalo s pomocí českých (nazývaných spíše „moravskými“) učebnic, používaly se české (moravské) modlitební knížky a obecní kroniky byly  vedeny česky ještě dlouho v 19. století (v samotném Těšíně až do roku 1877). Zároveň rozkolísání spisovné normy v pobělohorském období přispívalo k tomu, že se i v oficiálních textech objevovalo stále více nářečních prvků. Z 18. a první poloviny 19. století se dochovaly písemnosti velmi vzdálené jak českému, tak polskému jazykovému standardu, viz například kvitance prodeje pozemku v Puncově z roku 1837:
Quittung

na 16 fl 53 kr C.M., prawim Szesnaście Ryńskich 53 Xr strzebemich piniendzy, które Jerzy Beness, Przigimatel Gruntu pod Nr. 65 w Puńcowie podug swoigo kupu Act 2 intab. 30 Octobra 1812, do Sztalmachowey Masy należonce piniondze, mie Niże podpisaney, iak moy erbowni dział, do moich własnych rąk, dobrze odliczone, w przitomności trzech godnowiemych świadków, oddal. Na co dozwoluie żeby ty wyzmienione piniondze z gruntowey Ksiegi wymazane były.

W Puńcowie dnia 20. Decembra 837

+++ Ewa rodzono Benesz, wydano Kordon, Odbieratelkinia

Jan Sniegon, Podpisowatel a Świadek

Andrej Glaycar Świadek

Paweł Kayzar Świadek

Důležitou památkou místního písemnictví v nářeční podobě jsou tzv. sedlácké zápisníky (zapiśniki). Prvním známým „piśmiorzem“ byl Jakub Galacz z Dolního Žukova (1665–1725), autor díla Pisniczka pobożna ewangelitska slożena w ten czas 1709 kdyż tak hrabie Sytzendorffu komisarz cysarzski przi meste Tessyne kostel a sskolu ewangelikum wystawiti naweczne czasy gmenem cysarze placz pokazal a oddal a kroniky let 1698–1717. Největší ohlas získal Jura Gajdzica z Tisovnice (1777–1840), tvůrce zápisníku Dlo pamięci rodu ludzkiego, v němž čteme například: Roku 1812 przed gody Francuz prziszeł na Mozgola do bitki ale sie Francuzowi źle po darzyło, Pon Bog mu tam bardzo wybił, trefiła zima wielko i mroz i zmorz tam, że sie go mało wrociło i musioł sie wtrocić chned w poście z Galicye. Nářeční prvky zdaleka převažují v „polských“ kázáních těšínského kazatele Henryka Brauna (?–1778): Na wyspie morskim tak rzeczonym królowi Minoisowi Dedalus tak kunśtownom zasadził a sprawił zogrode, a w zogrodzie ze stromów tak błędne hulice a gonki, że kdo tam wlaz, ten nie móg trefić więcyj nazadź, ale pobłąkanego Minotaurus jedna dziwoczyna popadła, zeżrała. A było sie stało że i Tezeus Eugeusa syn króla ateńskiego wlaz do unej zogrody, aby tu mogeł potajemnie zabić dziwoczyne, co to ludzi żrała.

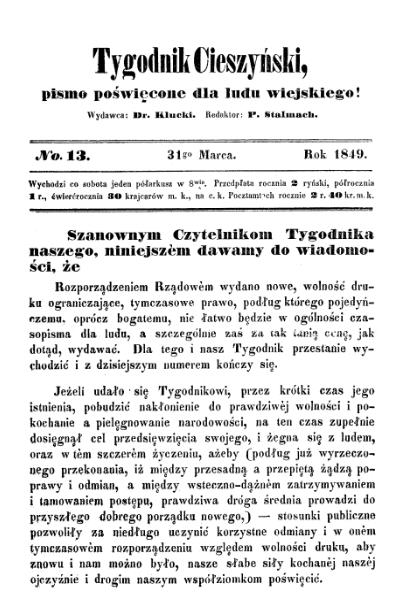
Tygodnik Cieszyński – první polské noviny na Těšínsku (vydání ze 31. března 1849)

S revolučním rokem 1848 přišel rozmach polského národního hnutí na Těšínsku. Paweł Stalmach začal spolu s Andrzejem Cińciałou a Ludwikem Kluckým vydávat první polskojazyčný a propolsky orientovaný časopis v regionu: Tygodnik Cieszyński. Vznikla též Biblioteka Polska dla Ludu Kraju Cieszyńskiego (Polská knihovna pro lid těšínského kraje) provozovaná organizací Towarzystwo Cieszyńskie dla wydoskonalenia się w języku polskim (Těšínský spolek pro zdokonalení se v polském jazyce). Na základě petice skupiny katolických duchovních podpořené školním inspektorem Josefem Paduchem a generálním vikářem Mateuszem Oppolským byly v září 1848 české (moravské) učebnice pro lidové školy nahrazené na celém území Těšínska s výjimkou okresu Frýdek (po protestech rovněž tří obcí na Fryštátsku) polskými. Poukazovalo se na větší blízkost běžně mluveného jazyka ke standardní polštině než češtině. Polský jazyk se postupně prosazoval i v kostelech, ač ne bez kontroverzí – přechod z moravských na polská kázání doprovázely v některých katolických farnostech lokální spory, v nichž se zračil rodící se nacionalismus a rivalita mezi českými a polskými buditeli. V prostředí protestantské církve se o popularizaci polštiny zasloužil především Kancyonał czyli śpiewnik dla chrześcian ewangielickich Jerzyho Heczky vydaný v roce 1865, který nahradil Cithara sanctorum Jiřího Třanovského v biblické češtině.
Rakousko-uherská sčítání lidu prováděná od roku 1869 počítala s existencí jen devíti jazyků na celém území mnohonárodnostní monarchie: německého (Deutsch), maďarského (Magyarisch), českého-moravského-slovenského (Böhmisch-Mährisch-Slowakisch), polského (Polnisch), rusínského (Ruthenisch), rumunského (Rumänisch), slovinského (Slowenisch), srbského-chorvatského (Serbisch-Kroatisch) a italského-ladinského (Italienisch-Ladinisch). Těšínské nářečí bylo zařazeno k polštině, zatímco lašské k češtině-moravštině-slovenštině. V tom smyslu žilo na Těšínsku v roce 1880 58,58 % obyvatel s obcovací řečí polskou, 27,35 % českou-moravskou-slovenskou (především na Frýdecku) a 14,04 % německou (hlavně ve městech a v oblasti Bílska). V praxi němčina coby jazyk státní správy a lingua franca, jejíž znalost je nutná pro společenský vzestup, a polština (na Frýdecku čeština) coby spisovný jazyk pro místní slovanské obyvatelstvo používaný v tisku, kostele či na základních a některých středních školách koexistovaly vedle nejrozšířenějšího jazykového kódu, jakým bylo běžně mluvené těšínské nářečí (na Frýdecku lašské). Využívali toho jako argument odpůrci zrovnoprávnění slovanských jazyků ve Slezsku s němčinou po vzoru česko-moravských jazykových nařízení. „Nářečí, jakým se tam mluví, není vůbec polské, je to směs polštiny a češtiny, která je obvykle nazývána »wasserpolnisch« a není knižním jazykem,“ odporoval v Říšské radě Andrzeji Cińciałovi Eduard Suess v roce 1874. Ministr spravedlnosti Julius Anton Glaser nesouhlasil o rok později se zavedením polštiny v soudním styku, neboť „ve Slezsku existují zvláštní slovanské dialekty, písemně neohrabané, (...) [které] na úřední jazyk povýšeny býti nemohou“.

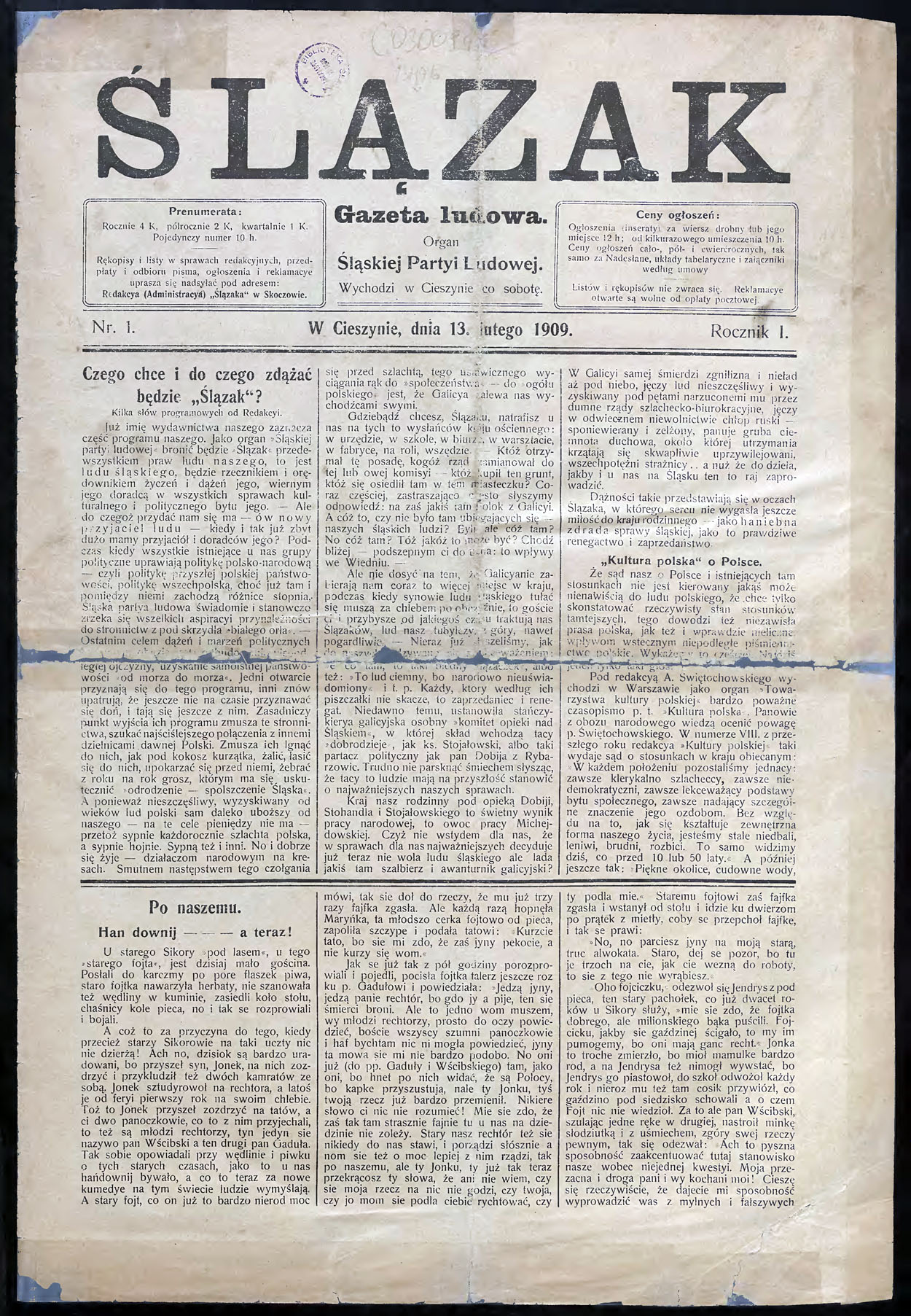
Ślązak – noviny protipolsky orientované Slezské lidové strany vydávané v polštině

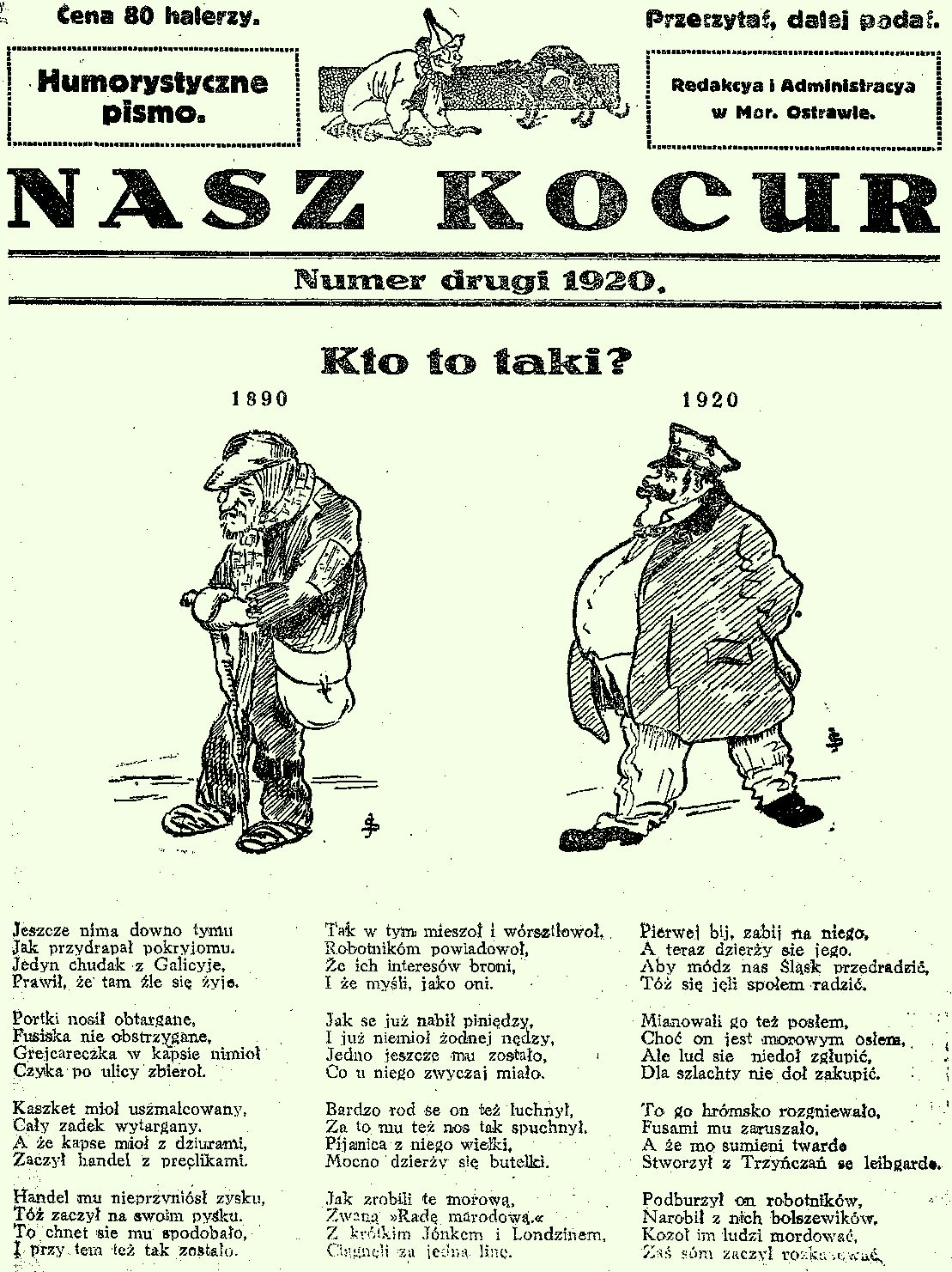
Využití nářečí pro účely politické satiry – rok 1920

Třebaže se na začátku 20. století kolem Josefa Koždoně začalo formovat hnutí hlásající myšlenku svébytné slezské národnosti a rázně vystupující proti polonizaci Těšínska, nedošlo k výraznějším pokusům o kodifikaci spisovného jazyka na základě těšínského nářečí ani ve spolupráci se slezskými aktivisty v pruské části Horního Slezska. Týdeník Ślązak, orgán Koždoňovy Slezské lidové strany, vycházel v polštině a v místním jazyce publikoval pouze vtipy, básničky, lidová vyprávění, satirické fejetony a podobné krátké texty. Komitet dla Utrzymania Czystości Dialektu Śląskiego (Komitet pro udržení čistoty slezského dialektu) založený Koždoněm v roce 1910 byl efemérní záležitostí. Těšínské nářečí se nacházelo pod silným vlivem jednak němčiny (z té doby pochází většina charakteristických germanismů), jednak spisovné polštiny a češtiny odnesené ze škol a tisku. Dobové nářeční texty se vyznačují značnou nekonzistencí zápisu, skutečně slezské tvary se v nich mísí s polskými či českými pravopisnými návyky, viz například následující úryvky z politických výzev před neuskutečněným plebiscitem po první světové válce:
Ślonzocy! Jeszcze przet 80 rokami bronili sie naszy przotkowie przed spolszczynim. Prawili hernie że som Morawcy! We szkołach czytali z ksionżek, w kościele rzykali i śpiwali z morawskich kancynołuw, doma rzondzili po naszymu. Podziwejcie sie na gory a najdziecie tam jeszcze dość morawskich ksionżek. Kandy sie tam wziyny? Jeszcze przed niedownym czytali w nich waszy ojcowie, starzicy, matki i starzynki. Aż do dzisio mają te ksionżki w zocy! Prziszoł ksiąc – polak, rechtor musieli uczyć po polsku, aby nie stracił zarobku w kościele. Rakuski urzyndy pomogały polszczyć. Ślonski lud oprzył sie na moc miejscach polszczynie. Ślonscy Morawcy w mocka dziedzinach bronili sie a jejich postympowani musi być i dzisiok jeszcze ślonzkimu ludowi wzorem. (...)
Děšintero přikozani dla Šlonzoka před glosovanim:
1. Věř sobie samymu, polskim agitatorum něvěř!
2. Paměntej ynym svojigo vlasnigo dobra!
3. Paměntej přislosti svoji a svojich děci!
4. Šanuj ojca svojigo i matki svoji i přodkuv svojich, kieři od věkuv byli v paňstvě českim!
5. Nězabiješ sebě i svojich potomkuv glosovanim dla paňstva polskigo!
6. Nědej sě svisť přivandrovalcami z Galicyje, abys zapřil svojum krev!
7. Nědej sobě ukrasť svojum bogatum zimiu šlonskum Polokami!
8. Nědej nic na falešne sviadectva a plotki polski!
9. Něžič sobie dobrobytu polskigo, bo go nima!
10. Glosuj s pelnym přesvědčinim dla republiki českoslovacki!
Střídání několika spisovných jazyků ve škole a veřejném prostoru, z nichž každý byl vzdálený skutečně mluvené řeči, ovlivňovalo psaný projev méně vzdělaných vrstev. Skvělou ukázkou je například soukromý dopis muže z Jistebné z druhé poloviny 19. století, jenž zcela chaoticky kombinuje prvky slezské, české a polské, a to jak po pravopisné, tak hláskoslovné stránce: Niech bedzie pohwalony Jezus Krystus moja złata Marenko ja če pozdrawujem na niezliczene razy a cesziłoby mie to gdyby če tyh moih paru słow przi dobrem a stałem zdrawiu wynatreficz mohło ja sem hwała Panu Bogu zdrawy a powodzeni moje jak w tej smutnej Ostrawie tu kartku Cosz mi pisała toh dostał i tak czi zaniu dziękujem bardzo pieknie piszeš mi až przijadem na odpust ale moja złoto Marenko nimožem rad byh bardzo przijehacz aleh dostał kartku ku wojsku na dewatnastego usz mušiu bycz w czeszinie na 13 dni tak mi to miła Marenko niepasuje jechacz dodom teras a zaš potem zatydzieň bardzo mie To mierži že nimožem jehacz usz še tam musziš sama za ten czas czeszicz bo ja gdyžby nie to to byh przijeł (...)

### Současnost: smíšený jazyk českého Těšínska

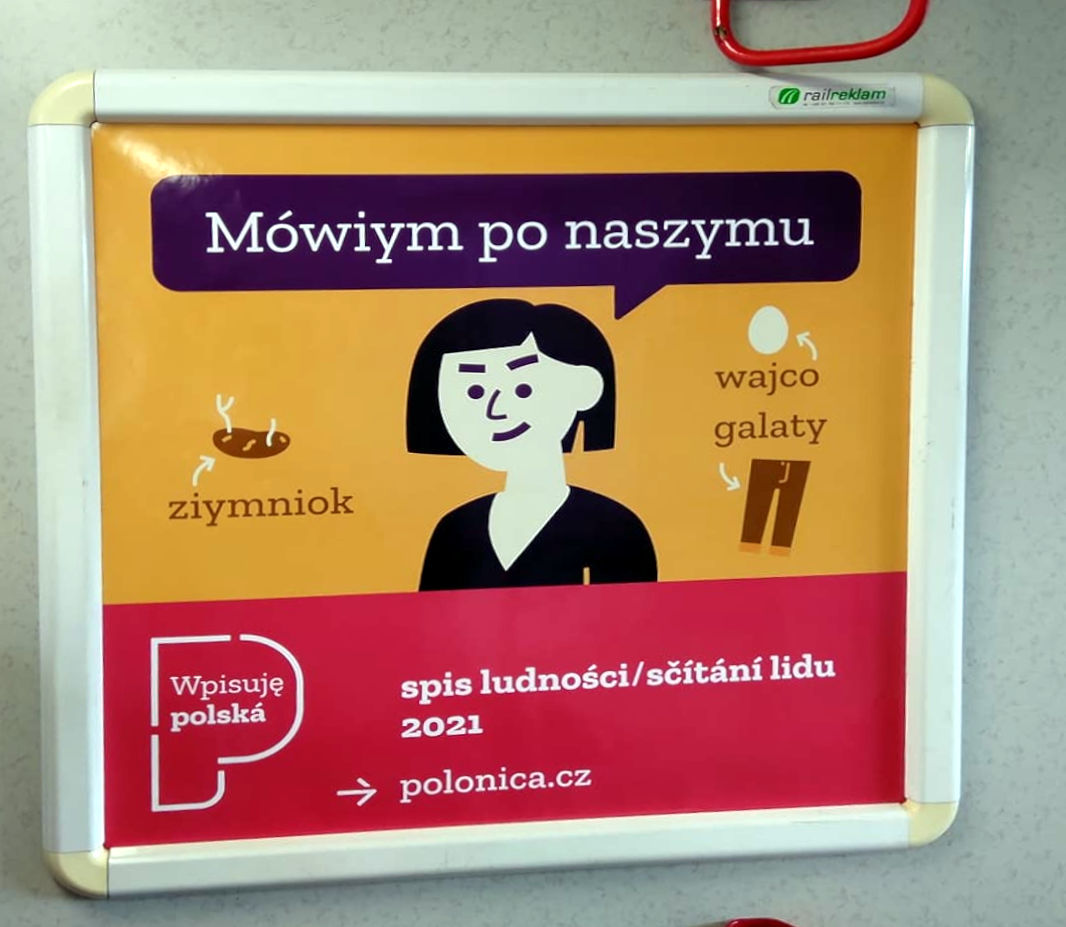
Využití těšínského nářečí k propagaci uvádění polské národnosti během sčítání lidu, domů a bytů 2021 v Česku

Rozdělení Těšínského Slezska rozhodnutím Konference velvyslanců mezi Polsko a Československo 28. července 1920 započalo novou éru jazykového vývoje v regionu. Němčina – kromě bílsko-bělského jazykového ostrova, kde se udržela až do odsunu po druhé světové válce – začala ztrácet na významu hned po zformování nových hranic. Za zmínku stojí obrovská disproporce mezi podílem obyvatel deklarujících obcovací řeč německou ve sčítání lidu 1910 a hlásících se k německé národnosti v roce 1921 (v Těšíně úbytek o 43,3 %, ve Skočově o 69,9 %, ve Strumeni dokonce o 92,8 %), což zcela jistě souvisí s typickým pro pohraniční region konjunkturalismem, jenž nutí brát veškeré národnostní a jazykové statistiky s nadhledem. V polské východní části Těšínska došlo v následujících desetiletích k pokročilé jazykové asimilaci směrem ke standardní polštině, která je od roku 1920 (s výjimkou druhé světové války) jediným úředním jazykem.
Složitější vývoj následoval na československém západním Těšínsku, a to hned z několika důvodů:
- větší odlišnost tradičního nářečí od standardní češtiny a zároveň její všudypřítomnost ve veřejném a mediálním prostoru
- existence konsolidované polské národnostní menšiny s rozsáhlou sítí škol s polským jazykem vyučovacím a kulturních spolků (PZKO) a polskojazyčnými médií
- pohyb obyvatel v rámci vícenárodního státu včetně masivního přílivu pracovníků ze Slovenska

Došlo tak k vytvoření svérázného jazykového kódu, který nelze ztotožňovat s těšínským nářečím v původním smyslu a dokonce těžko se dá označit za dialekt vůbec, protože v podstatě nemá žádnou v historickém procesu ustálenou normu. Jedná se spíše o smíšený jazyk podobný třeba ukrajinsko-ruskému suržyku. Uživatelé náhodně volí v danou chvíli nejdostupnější jazykové prostředky – přejaté z tradičního nářečí, standardní a regionálně zabarvené češtiny, polštiny, slovenštiny. V jedné výpovědi jednoho mluvčího se mohou střídat různé formy stejného výrazu či paradigmatu, např. tvary s g vedle h, výslovnost l vedle ł (u̯), metateze typu TraT vedle TroT. Charakteristickým prvkem je bohatá zásoba synonym, protože se paralelně používají přejímky z různých národních jazyků – poćůng (polsky pociąg) x vlak x cug (německy Zug); mjyškać (polsky mieszkać) x bydlet x byvać (slovensky bývať); kyrchův (německy Kirchhof) x cmyntoř (polsky cmentarz) x hřbitov x cintorin. Dokonce příbuzná slova, která mají v jednotlivých národních jazycích odlišný význam (falešní přátelé), mohou se v ponašymu objevit ve všech těch významech zároveň, například řykać = modlit se (význam typický pro všechna slezská nářečí) x řykać = říkat; byvać = bývat x byvać = bydlet (podle slovenštiny). Pro tento jazykový kód se jak mezi samotnými uživateli, tak částí badatelů, vžilo označení ponašymu / po naszymu, což je sám o sobě termín populární v různých obměnách napříč celou střední a východní Evropou, viz například dolnolužické ponaschemu.
Ponašymu koexistuje vedle jiných jazykových kódů. Čeština ve své spisovné a hovorové podobě převládá ve veřejném prostoru, je všeobecně známá díky škole, médiím, kontaktům s lidmi z jiných regionů, a také jí nemalá část Těšíňanů běžně hovoří, ať už z důvodu etnické asimilace nebo pro svůj původ v jiné části republiky. Nicméně v příhraničním pásu od Bohumína do Mostů u Jablunkova je vliv místního substrátu na ni obzvlášť patrný. Silněji než jinde zde přetrvávají charakteristické rysy slezského interdialektu jako jsou přízvuk na předposlední slabice, absence dlouhých samohlásek, progresivní spodoba znělosti v souhláskových skupinách cv, tv, sv, kv (tedy výslovnost cfičeňi, tfuj, sfuj, kfětina), zaměňování zájmen kde a kam nebo atypická rekce (kvůli chřipky).
Standardní polština je na českém Těšínsku omezena prakticky na vyučovací hodiny v menšinových školách, dvojjazyčné nápisy, bohoslužby, oficiální projevy na akcích Polského kulturně-osvětového svazu, činnost Polské scény Těšínského divadla či média národnostní menšiny (noviny Głos a měsíčník Zwrot). Spisovně zamýšlená polština českých Poláků se často vyznačuje zvláštním přízvukem, interferencemi z češtiny a určitou zkostnatělostí – je naučená ve škole, odtržená od aktuálního úzu, novodobého slangu a společensko-kulturních reálií ovlivňujících projev Poláku z Polské republiky. Běžnou mluvou naprosté většiny příslušníků polské národnosti je ponašymu.
Neostrost jazykových hranic, přechodový charakter nářečí a potíže s jeho zařazením, různorodost autoidentifikačních postojů místního obyvatelstva a vysoká dynamika změn znemožňují vytvoření přesné lingvistické mapy západního Těšínska. Obecně se ponašymu projevuje největší vitalitou a je stále rozšířené ve všech věkových kategoriích v oblasti vymezené obcí Chotěbuz na sever, polskou hranicí na východě, slovenskou hranicí na jihu a čárou Komorní Lhotka – Těrlicko na západě. Na Karvinsku či v Bohumíně se tato mluva dá slyšet mezi střední a starší generací, ale ve většině rodin již došlo k přerušení mezigeneračního přenosu. Existuje zřetelná korelace mezi vysokým podílem příslušníků polské národností a popularitou smíšeného jazyka, ale nelze tyto dva jevy zaměňovat. Zjednodušeně řečeno – skoro každý Polák po národností mluví ponašymu, ale jen část mluvčích jsou Poláci po národnosti. Smíšený jazyk používají rovněž osoby hlásící se k české, moravské či slezské národnosti, jakož i ti, kdo jsou národnostně zcela nevyhranění a zdůrazňují především svou regionální identitu („být tu stela“).

#### Příklady
Příkladem smíšeného jazyka ponašymu může být následující výpověď osmnáctileté studentky Polského gymnázia v Českém Těšíně zaznamenaná Irenou Bogoczovou v roce 2013:
| Ponašymu | Česky |
| --- | --- |
| Ja, požarni sport robim, ale to je taki mało znůme, tak to... A tam je jakby základ atletyka, takže... (...) Jako ja, je kupa sportovcuv, co tak jako v našym vjeku, to ale ňikjeři na to smolům, no jako že ja ňevjym, to je tak puł na puł, ty dźecka ňikjere fakt u počítačú furt śedzům, ňic ňerobjům... (...) Jéé, jo śe dźivała, na Gympl, ale potym už ňi, teraz to je taki dźivne, dycki taki to naćungaňi, to pokračovaňi to je taki ňijaki, (...) to je ganc taki pomjyrvolůne, tam teraz mjeli matury nebo co, ty teraz jakśi ďily kaj były matury, a ůna praviuła že śe dźivała a že to było ganc inačy ňiž to było dooprovdy. | Jo, požární sport dělám, ale to je takové málo známé, tak to... A tam je jakoby základ atletika, takže... (...) Jako jo, je kupa sportovců, co tak jako v našem věku, to ale někteří na to serou, no jako že já nevím, to je tak půl na půl, ty děcka některé fakt u počítačů furt sedí, nic nedělají... (...) Jéé, já se dívala, na Gympl, ale potom už ne, teď to je takové divné, vždycky takové to natahování, to pokračování to je takové nijaké, (...) to je úplně takové zamotané, tam teď měli maturity nebo co, ty teď nějaké díly, kde byly maturity, a ona říkala, že se dívala a že to bylo úplně jinak než to bylo doopravdy. |

Kamil Czaiński uvádí příklad rozhovoru skupiny dvacátníků z Hrčavy na Jablunkovsku zaznamenaný v roce 2018:
„To je Chytry kviz, a vidźiš jacy chytři som, no…“

„Ale nejgorśi je ta typovačka, ňi? Michaela Jílkova, vole, a kolik ona natočila ďilú toho Mate slovo, a jo pravim že, kurva, jo se kejśi s učitelkům bavił, ešče na zakladce to było, tak možna v u̯osmej třidźe, ňi? A tož, kurva, to je každy mjeśůnc, sům śtyry ďily, ty vole, krat osum, tak jech vyrachovoł třista osumdesat śtyry ďily.“

„Ale ty žeś to až pozďe povjedźoł!“

„No, jo to pozďe povjedźoł. Bo jo nad tym furt rozmyśloł! A vyśće mje ňepočuvali…“

„No, a my muvili stopadesat, a joch mu dovała šance, tak viš co, tak napiš tam dvjesťe… A stejňe to było gupje…“

„A potem ešče było, kjela vína špaňelskeho vyprodukovały do ostatňich zemi za rok dva ťisice šestnact, a jo muvim padesat… ja! že kolik ťisíc… ňi, kolik miljonu hektolitru Špaňelsko za jedyn rok, a jo muvim: Špaňelsko? uňi tam ty vina enem tak rozdovajům, ňi?…“
Znění otázek (kolik natočila dílů Máte slovo, kolik milionů hektolitrů Španělsko za jeden rok) v hospodské soutěži Chytrý kvíz, která má celorepublikový přesah a odehrává se v češtině, je citováno téměř doslova v české podobě jen s několika málo odchylkami a výslovnosti obecně přizpůsobenou slezsko-severomoravskému interdialektu, tedy u většiny slov bez dlouhých samohlásek. Bohemismy se však objevují i v jiných pozicích, dokonce v základní slovní zásobě jako jsou číslovky (osum, osumdesat místo nářečního u̯ośym, u̯ośymdźeśůnt), pozdě místo ňyskoro, učitelka místo rechtorka. Z češtiny byly také převzaty expresivní výrazy a slovní spojení typická pro hovorový jazyk: ty vole, a stejně to bylo..., tak víš co..., tak možná... Tyto prvky se mísí s formami tradičního nářečí: povjedźoł (pověděl), jo pravim (já říkám), kejśi (kdysi), bo jo nad tym furt rozmyśloł (protože já nad tím furt přemýšlel), rozdovajům (rozdávají), joch mu dovała (já jsem mu dávala). Objevují se slovakismy (ňepočuvali – slov. nepočúvali) a přejímky ze sousedních lašských nářečí (enem, na Těšínsku „správněji“ jyny, jyno). Výslovnost je nekonzistentní i v nejzákladnějších slovech, viz som x sům (jsou).
Ve smíšeném jazyce tvoří své písničky jablunkovská country skupina Blaf. Níže text dvou prvních slok skladby Ewropa z alba Hity vydaného v roce 1995 a porovnání se standardní češtinou. Autoři použili pravopis založený na polštině, stejně jak to dělá většina píšících v tradičním nářečí. 
| Ponašymu | Česky |
| --- | --- |
| Granice my przekroczili w moment jak Niymcy wygrali Nad Argentynóm w Italii jedna nula Przed Bayreuthym po północy my zalegli u dalnice Strach my mieli, czi nas beje broł na stopa jutro Frycek Frycek był ale szikowny, bo nas biehem jednego dnia Zawióz aż do Karlsruhe, kopli my dwa piwa do dna Na kiere my dzisio cestóm zarobili asi tym Że my wdycki przi dziynkowaniu rozdowali placki z Havlym Auslagi, horski bicykle a barewne tramwaje Zelenina jak z umielej hmoty, taki zapad je Hadry, magicze, kompakty, kazetowe paski Aż my omylym wkroczili do uliczki laski Cygaretle w namalowanych wargach, sagi popiersi Swudne pohledy, toch czumioł, dyć żech tam był popiyrszi Rozcióngnióne nożiska a w duszi sóm uż zmatki Na kóńcu uliczki prawim: Janek, idymy zpatki | Hranici jsme překročili v moment, když Němci vyhráli Nad Argentinou v Itálii jedna nula Před Bayreuthem po půlnoci jsme si lehli u dálnice Strach jsme měli, jestli nás vezme stopem zítra Fritz Fritz byl ale šikovný, páč nás během jednoho dne Zavezl až do Karlsruhe, kopli jsme dvě piva do dna Na které jsme dnes cestou vydělali asi tím Že jsme vždycky při děkování rozdávali placky s Havlem Výlohy, horská kola a barevné tramvaje Zelenina jako z umělé hmoty, takový západ je Hadry, magiče, kompakty, kazetové pásky Až jsme omylem vkročili do uličky lásky Cigarety v namalovaných rtech, nahé poprsí Svůdné pohledy, to jsem čuměl, vždyť jsem tam byl poprvé Roztažená nožiska a v duši jsou už zmatky Na konci uličky říkám: Janek, jdeme zpátky |